# Lily Collins
Lily Jane Collins (n. 18 martie 1989, Guildford, Anglia, Regatul Unit) este o actriță britanică. Aceasta a jucat în filme ca Răzbunătorul, Răpirea și Instrumente mortale: Orașul oaselor. Este fiica lui Phil Collins.

## Filmografie

### Filme de cinema
- Răzbunătorul (2011)
- Răpirea (2011)
- Instrumente mortale: Orașul oaselor (2013)
- Film serial - Emily in Paris (2020 - 4 sezoane)